# Familielighed
Familielighed er et begreb, som bruges som redskab til kategorisering. 
Den østrigske filosof Ludwig Wittgenstein introducerede det i værket Filosofiske Undersøgelser som et alternativ til klassisk klassificering ud fra nødvendige og tilstrækkelige betingelser. Ideen er her at elementer i en klasse ikke behøver at have et bestemt sæt af egenskaber til fælles, men at kategorien i stedet kendetegnes ved elementernes overlappende egenskaber. F.eks. overlapper fodbolds egenskaber ganske meget med håndbolds, mindre med tennis' og rundbolds, og kun ganske lidt med ludo eller skaks – alligevel er de alle med i kategorien 'spil' takket være familielighed.
Inden for kunst taler man om familielighed mellem to ting, hvis de for eksempel: 
- beskæftiger sig med samme tema
- er i samme medie ( fx maleri, skulptur, installation )
- har lighed i form eller udtryk
- refererer til hinanden
- har lighed i håndværksmæssig udformning

| filosofi | Spire Denne filosofiartikel er en spire som bør udbygges. Du er velkommen til at hjælpe Wikipedia ved at udvide den. |